# Michel Jobert
Michel Jobert (Meknès, 11 settembre 1921 – Parigi, 26 maggio 2002) è stato un politico francese.

## Biografia
Nasce da genitori francesi in Marocco, dove vive fino al 1939 quando si trasferisce a Parigi per intraprendere gli studi universitari. Durante la Seconda guerra mondiale combatte in territorio italiano come ufficiale di artiglieria dell'esercito franco-marocchino. Giunto in Francia, è gravemente ferito nei pressi di Belfort. Studia all'École libre des sciences politiques (l'attuale Institut d'études politiques de Paris) e all'École nationale d'administration (ENA). Magistrato della Corte dei conti. Di orientamento radicale, entra a far parte di alcuni gabinetti ministeriali della Quarta Repubblica, in particolare quello di Pierre Mendès France nei sette mesi in cui questi fu presidente del Consiglio. Nel 1958 si discosta da Mendès, guardando con favore al ritorno di De Gaulle e all'avvento della V Repubblica. Vice direttore (1962-1966) e poi direttore (1966-1968) di gabinetto del Primo ministro Georges Pompidou. È sempre a fianco di Pompidou quando questi è costretto da de Gaulle a lasciare la guida dal governo. Nella primavera del 1969, è il principale organizzatore della campagna presidenziale di Pompidou. E Quest'ultimo, una volta eletto presidente della Repubblica nel giugno 1969, lo nomina segretario generale dell'Eliseo.
Il 6 aprile 1973 Jobert diventa ministro degli Affari esteri nel secondo governo di Pierre Messmer. A causa della sua linea oltranzista, in quel periodo le relazioni tra la Francia e gli Stati Uniti, e segnatamente con il segretario di Stato Henry Kissinger, finiscono per deteriorarsi. Il 2 marzo 1974 è confermato ministro degli Affari esteri nel terzo governo Messmer. Alla morte di Pompidou il 2 aprile 1974, è un convinto sostenitore di Jacques Chaban-Delmas nella battaglia per la conquista dell'Eliseo. L'elezione di Valéry Giscard d'Estaing segna la sua eclissi politica. Fonda così il Movimento dei democratici, minuscola ed effimera formazione di orientamento progressista, che alle elezioni presidenziali del 1981 sostiene la candidatura di François Mitterrand. Quest'ultimo, una volta eletto, nomina Jobert ministro di Stato, ministro del commercio estero nel primo e nel secondo governo di Pierre Mauroy. Jobert adotta una linea protezionista, arrivando a vietare l'importazione in Francia dei videoregistratori prodotti in Giappone.
A causa di dissensi con la linea economica del governo, il 16 marzo 1983 Jobert presenta le sue dimissioni. Nel 1990 si ritira definitivamente dalla politica, per intraprendere la professione di avvocato e scrittore. È autore di numerose opere, fra cui due volumi di memorie. Osservatore caustico, ha lasciato importanti testimonianze televisive sul periodo della presidenza Pompidou.
Muore all'età di 80 anni il 26 maggio 2002.

## Michel Jobert e il Marocco
In occasione dei solenni funerali di Stato di Pompidou a Parigi il 6 aprile 1974, è Jobert, anziché il capo del Cerimoniale, ad accogliere sul sagrato di Notre-Dame il primogenito di Hassan II del Marocco, l'attuale re Mohammed VI, giunto in rappresentanza dell'augusto genitore.

## Michel Jobert e l'Italia
Nel 1982, in occasione di alcuni negoziati nell'ambito del GATT, Jobert si è espresso in nome e per conto del governo italiano, su mandato del ministro del Commercio dell'estero rientrato in Italia a causa di una crisi politica.